# Azzam Azzam
Azzam Azzam (Arabisch: عزام عزام, Hebreeuws: עזאם עזאם) (28 september 1962) is Druzisch-Israëlisch werktuigbouwkundige die door een Egyptische rechtbank werd veroordeeld wegens het spioneren voor Israël en acht jaar in Egypte gevangen zat.

## Arrestatie en tribunaal
Azzam Azzam groeide op in de Israëlische plaats Mrar in Hoog-Galilea. Hij werkte voor een gemeenschappelijke Egyptisch-Israëlische bedrijfsonderneming. Toen hij in november 1996 werd gearresteerd, was Azzam chef in een Egyptische textielwerkplaats in Caïro, waar hij door zijn werkgever was geplaatst. Na zijn arrestatie werd hij beschuldigd van bedrijfsspionage, maar later veranderde de beschuldiging in het gebruiken van vrouwen-ondergoed dat in onzichtbare inkt zou zijn doorweekt om informatie door te spelen aan de Israëlische inlichtingendienst Mossad. 
Zijn tribunaal opende 24 april 1997, maar werd direct uitgesteld tot 18 mei, toen men ontdekte dat de advocaat voor zijn Egyptische medegedaagde, Emad Abdelhamid Ismail, niet aanwezig was. In de tussentijd ontving Azzams advocaat, Farid Deeb, een door 12 procureurs ondertekend memorandum van het Egyptische syndicaat van advocaten dat Deeb door Azzam te verdedigen "de voorname geschiedenis van de syndicaatorganisatie verontreinigde". De brief eiste disciplinaire actie tegen Deeb voor "het ondernemen van de defensie van de Israëlische spion". In reactie op de verdediging besloot het Egyptische syndicaat om de zaak van Deeb op 11 juni voor een disciplinaire commissie te brengen (al-Wafd, 14 mei 1997).
Op 18 mei verzocht een vertegenwoordiger van de syndicaatorganisatie van Egyptische advocaten het hof om Deeb van de verdediging van Azzam te diskwalificeren. De vertegenwoordiger beweerde dat Azzam tegen de Egyptische nationale belangen had gehandeld. Het hof wees het verzoek af, waarbij het erop wees dat elk individu recht op wettelijke vertegenwoordiging heeft. De aanklager voegde tot de aanklacht toe dat Azzam een Mossad-agent was die van plan was de belangen van Egypte te berokkenen, een aantijging die het hem het mogelijk maakte om de doodstraf te verzoeken. 
In augustus 1997 werd Azzam veroordeeld wegens het helpen bij het verzenden van nieuws over de Egyptische industriële steden naar de Mossad en veroordeeld tot 15 jaar gevangenis met dwangarbeid. Azzams Egyptische medegedaagde Ismail werd veroordeeld tot 25 jaar. Zowel Azzam als de Israëlische overheid ontkenden alle beschuldigingen.

## Vrijlating door Egypte
Na onderhandelingen van het hoofd van de Israëlische interne veiligheidsdienst Sjien Beet Avi Dichter, die werkrelaties onderhoudt met zijn Egyptische ambtsgenoten, heeft Egypte Azzam Azzam bevrijd op 5 december 2004, na 7 jaar gevangenschap en dwangarbeid. In ruil daarvoor liet Israël zes gevangengenomen Egyptische studenten gaan, die in Israël waren geïnfiltreerd, bewapend met messen en een luchtgeweer. Zij werden verdacht van een samenzwering om Israëliërs te doden, maar hielden zelf vol dat zij naar Israël kwamen om werk te zoeken. 
Onmiddellijk na zijn terugkeer in Israël, had Azzam een medische controle en een "informeel praatje" met medewerkers van de Sjien Beet. De ambtenaren drongen erop aan dat dit geen debriefing was en dat Azzam geen debriefing zou krijgen, maar verklaarden nieuwsgierig te zijn naar wat de Egyptenaren dachten dat Azzam wist. Azzam drukte zijn dankbaarheid uit voor de Israëlische regering en in het bijzonder Ariel Sharon waarbij hij tot Sharon zei: "Ik hou heel veel van jou en ik weet niet hoe ik hier uitdrukking aan kan geven. Dit (de vrijlating) gebeurde alleen dankzij jou. Ik heb geen woorden om je te bedanken voor je vastberadenheid. Ik vertelde mijn broers dat als ik niet vrijgelaten zou worden terwijl Arik Sharon minister-president is, dat ik nooit vrijgelaten zou worden. Ik ben gelukkig en trots om in Israël geboren te zijn." Azzam veroordeelde Arabische Knesset-leden die een beroep hadden gedaan op Egyptische president Hosni Mubarak, eisend dat Azzam niet uit de gevangenis zou worden vrijgelaten tot alle Palestijnen die in Israëlische gevangenissen worden vastgehouden zijn bevrijd. Azzam drong erop aan dat zij tegen de belangen van de burgers van Israël, en ten gunste van terroristen hadden gehandeld. 
De officiële persmededeling verklaarde dat "minister-president Sharon zijn diepe dankbaarheid aan Egyptische president Mubarak en aan generaal Soliman herhaalt en benadrukt dat dit humanitaire gebaar een extra bijdrage zou leveren in de versterking van de wederzijdse relaties."